# Iwata (Shizuoka)
Iwata (Japans: 磐田市, Iwata-shi) is een stad in de prefectuur Shizuoka. De stad bevindt zich ten zuidwesten van Tokio en het ligt aan de Grote Oceaan. Op 1 april 2008 telde de stad 172.590 inwoners. De totale oppervlakte van het gebied bedraagt 164.08 km². 
De Yamaha Motor Company werd in Iwata opgericht en heeft er nog steeds zijn hoofdkantoor.

## Geschiedenis
Iwata werd opgericht op 1 april 1948 en fuseerde op 1 maart 2005 met enkele omringende steden en dorpen. Tot 2003 was de stad maar 64.27 km² groot en had het een inwonersaantal van 88.810.

## Sport
Iwata heeft ook een eigen betaalde voetbalclub genaamd Júbilo Iwata, die in de J-League speelt.

## Geboren
- Jun Mizutani (1989), Japans tafeltennisser